# Zhelannaya Mountain
Der Zhelannaya Mountain (russisch Гора Желанная Gora Schelannaja, deutsch ‚Sehnsuchtsberg‘) ist ein isolierter Berg im ostantarktischen Königin-Maud-Land. In den Russkiye Mountains ragt er 17,5 km nördlich des Mount Karpinskiy auf.
Wissenschaftler einer sowjetischen Antarktisexpedition, die ihn auch benannten, entdeckten und kartierten ihn im Jahr 1959. Das Advisory Committee on Antarctic Names übertrug die russische Benennung im Jahr 1971 in einer Teilübersetzung ins Englische.